# فورونيكس
فورونيكس (بالإنجليزية: Phoronix)‏ موقع ويب تقني يقدم روئ متعلقة بتطوير نواة لينكس واستعراض المنتجات والمراجعات والأخبار المتعلقة بالبرمجيات الحرة والمفتوحة المصدر من خلال رصد القائمة البريدية لنواة لينكس أو المقابلات.
أطلق مايكل لارابل الموقع في يونيو 2004 ويشغل حاليا منصب المالك ورئيس التحرير.

## وصلات خارجية
- الموقع الرسمي
- Phoronix Test Suite
- OpenBenchmarking.org